# Chironax melanocephalus
Chironax melanocephalus é uma espécie de morcego da família Pteropodidae. Pode ser encontrada na Tailândia, Malásia, Brunei e Indonésia.